# Смерть Марио Риччи
«Смерть Марио Риччи» (фр. La mort de Mario Ricci) — кинофильм режиссёра Клода Горетты, вышедший на экраны в 1983 году. Лента принимала участие в конкурсной программе Каннского кинофестиваля, где исполнитель главной роли Джан Мария Волонте был удостоен приза за лучшую мужскую роль.

## Сюжет
Известный журналист Бернар Фонтана приезжает в маленький швейцарский городок, чтобы взять интервью у профессора Кремера, знаменитого специалиста по голоду. Однако интервью не задаётся, поскольку Кремер переживает духовный кризис из-за бесплодности своих усилий по борьбе с голодом. Тем временем Фонтана погружается в проблемы местной общины и узнаёт, что главная тема всех разговоров — смерть итальянского рабочего Марио Риччи, которого сбил автомобиль. Итальянцы обвиняют в происшествии местного жителя Отто Шмидхаузера, но многие местные с этим не согласны, что создаёт напряжённость между людьми. Журналист невольно оказывается в центре назревающего конфликта...

## В ролях
- Джан Мария Волонте — Бернар Фонтана
- Магали Ноэль — Соланж
- Хайнц Беннент — Анри Кремер
- Мимзи Фармер — Кэти Бёрнс
- Жан-Мишель Дюпюи — Дидье Мейлан
- Мишель Робен — Фернан Блондель
- Люка Бельво — Стефан Кута
- Клаудио Карамаски — Джузеппе Кардетти
- Роже Жендли — Франсис
- Бернар-Пьер Доннадьё — Джеки Вермо
- Михаэль Хинц — Отто Шмидхаузер